# Thermoascus thermophilus
Thermoascus thermophilus är en svampart som först beskrevs av Sopp, och fick sitt nu gällande namn av Arx 1970. Thermoascus thermophilus ingår i släktet Thermoascus och familjen Thermoascaceae.   Inga underarter finns listade i Catalogue of Life.